# San Francesco al Campo
San Francesco al Campo és un comune (municipi) de la ciutat metropolitana de Torí, a la regió italiana del Piemont, situat a uns 21 quilòmetres al nord-oest de Torí. A 1 de gener de 2019 la seva població era de 4.908 habitants.
San Francesco al Campo limita amb els següents municipis: Leinì, Rivarossa, San Carlo Canavese, San Maurizio Canavese, Vauda Canavese, Front i Lombardore.